# Élections sénatoriales de 2020 dans le Maine
Les élections sénatoriales de 2020 dans le Maine ont lieu le 3 novembre 2020 afin d'élire les 35 membres du Sénat de l'État américain du Maine.

## Système électoral
Le Sénat du Maine est la chambre haute de son parlement bicaméral. Il est composé de 35 sièges pourvus pour deux ans au scrutin uninominal majoritaire à un tour dans autant de circonscriptions.

## Résultats
| Partis                   | Partis                | Voix    | %     | +/- | Sièges | +/-           |
| ------------------------ | --------------------- | ------- | ----- | --- | ------ | ------------- |
|                          | Parti démocrate (D)   | 418 062 | 52,85 | 3,0 | 22     | 1             |
|                          | Parti républicain (R) | 369 474 | 46,71 | 3,5 | 13     | 1             |
|                          | Indépendants          | 3 479   | 0,44  | 0,5 | 0      | en stagnation |
|                          |                       |         |       |     |        |               |
| Votes valides            | Votes valides         | 791 015 |       |     |        |               |
| Votes blancs et nuls     |                       |         |       |     |        |               |
| Total                    | Total                 |         | 100   | -   | 35     | en stagnation |
| Abstentions              |                       |         |       |     |        |               |
| Inscrits / participation |                       |         |       |     |        |               |